# Гомељски рејон
Гомељски рејон (блр. Гомельскі раён; рус. Гомельский район) административна је јединица другог нивоа у југоисточном делу Гомељске области у Републици Белорусији.
Административни центар рејона је град Гомељ који као град обласне субординације не улази у састав рејона него је засебна административна јединица.

## Географија
Гомељски рејон обухвата територију површине 1.955,79 км² и на 10. је месту по површини у Гомељској области. У границе рејона не убраја се око 140 км² градске зоне града Гомеља. Граничи се са Добрушким и Веткавским рејонима на истоку, Буда-Кашаљовским на северу, те са Речичким и Лојевским рејонима на западу. На југу је међународна граница према Републици Украјини.
Рељеф је низијски, и највећи део територије рејона лежи у зони Гомељског Полесја (део простране Придњепарске низије). Највећи део територије лежи на надморским висинама између 120 и 140 метара, док је највиша тачка на истоку код села Зјабравка на 160 метара висине.
Најважнији водоток је река Сож која тече од североистока ка југу и њене притоке Ипут, Терјуха, Вуц и Вуза.
Под шумама је око 35% територије рејона.

## Историја
Рејон је основан 8. децембра 1926. године. Све до јула 1930. улазио је у састав Гомељског округа. На кратко је расформиран 1931, и поново формиран у јулу 1937, а већ 1938. постао је део садашње Гомељске области.
Територијално је проширен [1962]. када су у његов састав укључени делови расформираног Уваравичког рејона и 1965. када су му присаједињени делови Добрушког рејона.

## Демографија
Према подацима пописа становништва 2009. на подручју рејона је живело 69.930 становника (у статистику не улазе подаци за град Гомељ).
Матерњи језик је белоруски за 56,58%, а руски језик за 39,18%. Код куће белоруски користи 21,13%, а руски језик 72,05%.
По националном саставу рејон чине Белоруси — 89,42%, Руси — 6,82%, Украјинци — 2,52% и остали — 1,24% (Роми, Јермени, Пољаци, Јевреји, Татари, Азери, Молдавци, Немци, Туркмени, Чуваши, Грузини) ).

## Административна подела
У административном погледу Гомељски рејон је подељен на две вароши (посёлки городского типа) Касцјуковку и Баљшавик и на укупно 20 сеоских општина. На територији рејона постоји укупно 186 насељених места.
Административни центар рејона град Гомељ не улази у његов састав и има засебан административни статус као град обласне субординације.

## Саобраћај
Саобраћајна инфраструктура је јако добро развијена и укључује међународне железничке правце Брест—Брјанск, Санкт Петербург—Кијев, Гомељ—Бахмач, Гомељ—Минск те друмске саобраћајнице ка Бресту, Брјанску, Могиљову, Минску и Чернигову.
Река Сож је пловна у свом делу тока преко овог рејона.